# Calothamnus pinifolius
Calothamnus pinifolius är en myrtenväxtart som beskrevs av Ferdinand von Mueller. Calothamnus pinifolius ingår i släktet Calothamnus och familjen myrtenväxter. Inga underarter finns listade i Catalogue of Life.